# Эмилия Антверпиана Оранская-Нассау
Эмилия Секунда Антверпиана Оранская-Нассау (9 декабря 1581, Антверпен — 28 сентября 1651, Рейнланд-Пфальц) — шестая и самая младшая дочь Вильгельма I Оранского и его третьей супруги Шарлотты де Бурбон-Монпансье.

## Биография
Эмилия получила прозвище Секунда (Вторая), что позволяло отличать ее от старшей сводной сестры Эмилии. Позднее ее звали просто Амалия. Эмилия провела детство при дворе в Гааге и Делфте под присмотром мачехи Луизы де Колиньи.
После того, как ее сестра Луиза Юлиана в 1593 году вышла замуж за курфюрста Пфальца Фридриха IV, она отправилась вместе с нею в Гейдельберг.
4 июля 1616 года Эмилия Антверпиана вышла замуж за Фридриха Казимира Пфальц-Ландсбергского (1585—1645). У супругов было трое сыновей:
- Фридрих (1617), умер через день после рождения
- Фридрих Людвиг (1619—1681), с 1645 был женат на Марии Магдалене Пфальц-Цвейбрюккенской (1621–1672), дочери пфальцграфа Иоганна II Цвейбрюккенского
- Карл Генрих (1622—1623), умер в детстве

В 1622 году супруги бежали от имперских войск Тилли в замок Монфор близ Монтиньи-Монфора в Бургундии, который достался Эмилии как часть владений ее отца.
В последующие годы в Монфоре ей пришлось преодолевать серьезные финансовые проблемы. В 1633—1634 годах она вела переговоры со своими пятью сестрами и сводным братом Фридрихом Генрихом по поводу отцовского наследства. В 1638 году Фридрих Генрих расплатился со своими сестрами. Недовольная полученной суммой, она продолжала переговоры с Фридрихом Генрихом и переписывалась с ним годами, требуя большего. Кроме того, в Париже Эмилии пришлось участвовать в процессе урегулирования требований французских родственников по поводу наследства Дома Шалон, включавшем графства Монфор и Шарни.
После протеста города Антверпена Фридрих Генрих еще раз выплатил Эмилии определенную сумму, но в письме от 1648 года она вновь уверяла, что находится в глубокой нужде. Вдовствуя с 1645 года, последние годы жизни она провела преимущественно в замке Монфор, своем вдовьем наследстве.